# حماملار
حماملار هي قرية في مقاطعة أرومية، إيران. يقدر عدد سكانها بـ 856 نسمة بحسب إحصاء 2016.